# Gaiziņkalns
Gaiziņkalns – najwyższy szczyt Łotwy o wysokości 312 m n.p.m. Znajduje się na Pojezierzu Liwońskim.